# Polysalos
Polysalos (död: ca 466 f.Kr.) var tyrann i den grekiska kolonin Gela på Sicilien där han efterträdde sin bror Gelon och blev stadens verklige härskare omkring 478 f.Kr. efter broderns död.
Samtidigt som Polysalos maktövertagande tog hans andra bror, Hieron, makten i Syrakusa. Polysalos gifte sig med Gelons änka Damarete.
Inte mycket är känt om Polysalos, förutom att han och hans bröder vann flera segrar vid de olympiska spelen och man har antagit att det var Polysalos som beställde den berömda bronsstatyn som idag är känd som körsvennen i Delfi omkring 474 f.Kr. efter en seger i pythiska spelen i Delfi.